# Моравска-Сазава
Моравска-Сазава (чеш. Moravská Sázava) — река в Чехии (Пардубицкий край и Оломоуцкий край). Левый приток Моравы. Длина — 54,3 км, площадь водосборного бассейна 508,4 км². Средний расход воды 4,52 м³/с. Высота истока — 780 м над уровнем моря. Высота устья — 264 м над уровнем моря.
На берегу реки расположен город Забржег.